# Heinrich Gelzer
Heinrich Gelzer (Berlin, 1847. július 1. – Jéna, 1906. július 11.)  német filológus, Johann Heinrich Gelzer fia.

## Életpályája
Bázelben nőtt fel. A gimnázium után a bázeli egyetemen tanult, majd 1867 és 1868 között a göttingeni egyetemen. Egy bázeli gimnáziumban volt tanár. 1873-ban a heidelbergi egyetemen az ókori történet rendkívüli, 1878-ban a jénai egyetemen a klasszika-filológia és ókori történet rendes tanára lett. 1887-ben és 1900-ban a jénai egyetemen rektóra volt. Görögországban nagyobb utazásokat tett. Szerkesztője volt a Scriptores sacri et profani-nak, amely Lipcsében jelent meg 1897 és 1906 között.  Halála után jelent meg 1907-ben az Ausgewählte kleine Schriften című összeállítás.

## Magánélete
1876-ban feleségül vett Emilie Clara Thurneysent (1858–1919).

## Főbb művei
- Sextus Julius Africanus und die byzantische Chronographie (Leipzig 1880—85);
- Eusebii canonum epitome stb. (uo. 1884);
- Georgii Cyprii descriptio orbis Romani (1890);
- Leontios von Neapolis: Leben d. heiligen Johannee (1893);
- DieGenesia der byzant. Themenvarfassung (1899); Geistliches und Weltliches aus dem türkisch-griech. Orient (1900).